# 尼亞爾·麥克吉恩
尼亞爾·麥克吉恩（英語：Niall McGinn；1987年7月20日—）是一位北愛爾蘭足球運動員。在場上的位置是邊鋒和前鋒。現在效力於北愛爾蘭超級足球聯賽球隊格伦杜兰。他也代表北愛爾蘭國家足球隊參賽。

## 外部連結
- Soccerway資料庫：尼亞爾·麥克吉恩